# Repubblica Socialista Sovietica d'Abcasia
La Repubblica Socialista Sovietica d'Abcasia (RSS d'Abcasia) fu una repubblica di breve durata, dal 31 marzo 1921 al 19 febbraio 1931, all'interno della regione del Caucaso dell'Unione Sovietica e comprendente il territorio dell'Abcasia. Costituita all'indomani dell'invasione da parte dell'Armata Rossa della Georgia nel 1921, fu indipendente fino al 16 dicembre 1921 quando accettò un trattato che la univa alla Repubblica Socialista Sovietica Georgiana (RSS Georgiana). La RSS d'Abcasia era simile a una repubblica sovietica autonoma, sebbene mantenesse l'indipendenza nominale dalla Georgia e ricevesse alcune caratteristiche che solo le repubbliche dell'unione avevano in modo completo, come le proprie unità militari. Attraverso il suo status di "repubblica del trattato" con la Georgia, l'Abcasia si unì alla Repubblica Socialista Federativa Sovietica Transcaucasica, che unì le Repubbliche Armena, Azera e Georgiana in un'unica unità federale nel 1922. La RSS d'Abcasia fu abolita nel 1931 e sostituita con la Repubblica Socialista Sovietica Autonoma d'Abcasia all'interno della RSS Georgiana.
Durante la sua esistenza, la RSS d'Abcasia fu guidata da Nestor Lakoba, che servì ufficialmente come presidente del Consiglio dei commissari del popolo, ma ebbe il controllo della repubblica a tal punto che fu scherzosamente chiamata "Lakobistan". A causa dello stretto rapporto di Lakoba con il leader sovietico Iosif Stalin, la collettivizzazione fu ritardata fino all'incorporazione dell'Abcasia nella Georgia. L'Abcasia rimase in quest'epoca un'importante produttrice di tabacco, accrescendo di oltre la metà dell'offerta dell'URSS. Produceva anche altri prodotti agricoli, tra cui tè, vino e agrumi, arrivando a essere una delle regioni più ricche dell'Unione Sovietica. Il suo clima subtropicale la rendeva anche una meta di vacanza privilegiata, con Stalin e altri leader sovietici che possedevano dacie (case per le vacanze) nella regione e vi trascorrevano molto tempo.
Regione etnicamente diversificata, l'Abcasia era nominalmente guidata dal popolo abcaso, che costituiva meno del 30% della popolazione. Altri grandi gruppi includevano georgiani, armeni, greci e russi. Anche se non formavano la maggioranza, gli abcasi erano fortemente favoriti e la lingua abcasa fu promossa nell'ambito delle politiche della korenizacija dell'epoca. L'identità nazionale abcasa fu promossa attraverso queste politiche, portando all'ascesa del nazionalismo abcaso. L'eredità principale della RSS fu la creazione di un'entità geografica definita per la prima volta sotto il nome di Abcasia. Anche se la repubblica quasi indipendente fu declassata nel 1931, il popolo abcaso non dimenticò tale entità e con l'avvento della glasnost e della perestrojka alla fine degli anni '80, i leader abcasi chiesero la riforma del loro stato e la secessione dalla Georgia, citando la RSS d'Abcasia come precedente. Ciò li portò a ripristinare la costituzione della RSS del 1925, che portò alla guerra del 1992-1993 tra i secessionisti abcasi e la Georgia, e al conflitto abcaso-georgiano.

## Storia

### Sfondo
L'Impero russo annesse l'Abcasia all'inizio del XIX secolo e nel 1864 consolidò la sua autorità sulla regione. Riluttanti a creare unità etno-territoriali, le autorità russe incorporarono la regione nel Governatorato di Kutaisi. I trasferimenti di popolazione su larga scala videro la composizione etnica dell'Abcasia radicalmente alterata, con l'espulsione di migliaia di abcasi etnici e l'arrivo di mingreli per sostituirli. Dopo la rivoluzione di febbraio del 1917, che pose fine all'Impero russo, lo status dell'Abcasia divenne poco chiaro e oggetto di disputa. Libera dal dominio russo, prese in considerazione l'adesione alla Repubblica delle Montagne del Caucaso Settentrionale nel 1917, ma alla fine decise di non farlo a causa della distanza tra l'Abcasia e il resto dei gruppi coinvolti. Nel febbraio 1918, i bolscevichi abcasi tentarono di creare una Comune, un sistema simile ai soviet (consigli) che si stavano formando in Russia. Questo tentativo non ebbe successo e i leader bolscevichi, Efrem Eshba e Nestor Lakoba, fuggirono. Il Consiglio popolare dell'Abcasia (APC) fu formato in seguito e controllò con successo la regione. La Repubblica Democratica di Georgia, che si formò nel maggio 1918, annesse l'Abcasia, considerandola parte integrante del suo territorio. La Georgia non stabilì mai del tutto il controllo della regione, lasciando l'APC a governarla fino all'invasione bolscevica del 1921.
Lo status dell'Abcasia fu confermato nella costituzione georgiana del 1921. L'articolo 107 garantiva l'"Abkhazeti (distretto di Soukhoum)" per "l'amministrazione dei loro affari". La costituzione fu proclamata dopo l'invasione della Georgia da parte dell'Armata Rossa nel febbraio 1921; la natura dell'autonomia promessa non fu mai determinata. Secondo lo storico Timothy Blauvelt, questo ebbe un'eredità duratura nella regione, perché segnò per la prima volta nella storia moderna che l'Abcasia veniva definita come un'entità geografica distinta.

### Formazione

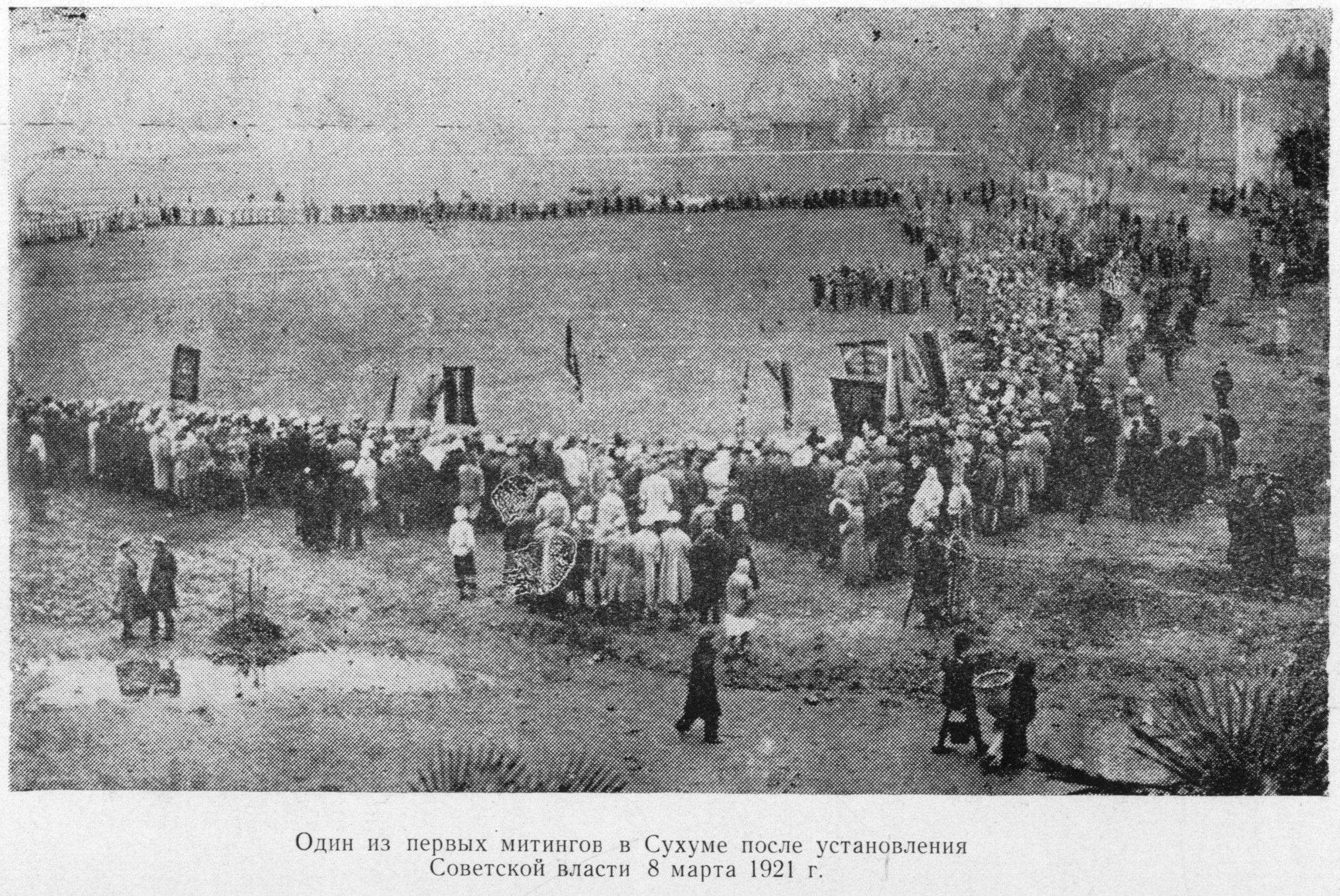
Una delle prime manifestazioni a Sukhumi dopo l'instaurazione del potere sovietico l'8 marzo 1921

Il 15 febbraio 1921 l'Armata Rossa invase la Georgia. L'Abcasia fu invasa due giorni dopo. Eshba e Lakoba tornarono in Abcasia prima dell'invasione e formarono un Comitato Rivoluzionario (Revkom) in preparazione per un governo bolscevico. Sukhumi, la capitale, fu presa il 4 marzo. Con il proseguimento dei combattimenti in Georgia, il Revkom, che non si aspettava di essere l'unica autorità sulla regione, approfittò della confusione e si mosse per dichiarare l'Abcasia una repubblica indipendente. Inviarono un telegramma a Mosca chiedendo consigli su come procedere e suggerendo di entrare a far parte della Repubblica Socialista Federativa Sovietica Russa, ma Sergo Ordzhonikidze, un importante bolscevico e leader dell'Ufficio del Caucaso (Kavbiuro), respinse l'idea. Di conseguenza, il 31 marzo 1921, dichiarò che "per volontà dei lavoratori, è nata una nuova Repubblica Socialista Sovietica dell'Abcasia". Ciò rese l'Abcasia una repubblica nominalmente indipendente con l'intesa sia da parte abcasa che georgiana che, alla fine, l'Abcasia si sarebbe unita alla neonata Repubblica Socialista Sovietica Georgiana (RSS Georgiana). Fino ad allora era considerata completamente distaccata dalla Georgia e veniva trattata come tale. Il 21 maggio 1921 il Revkom georgiano, l'organo di governo della RSS Georgiana, accolse l'Abcasia in un telegramma e affermò che la forma delle relazioni doveva essere risolta durante i primi congressi dei lavoratori di entrambe le repubbliche.

### Stato

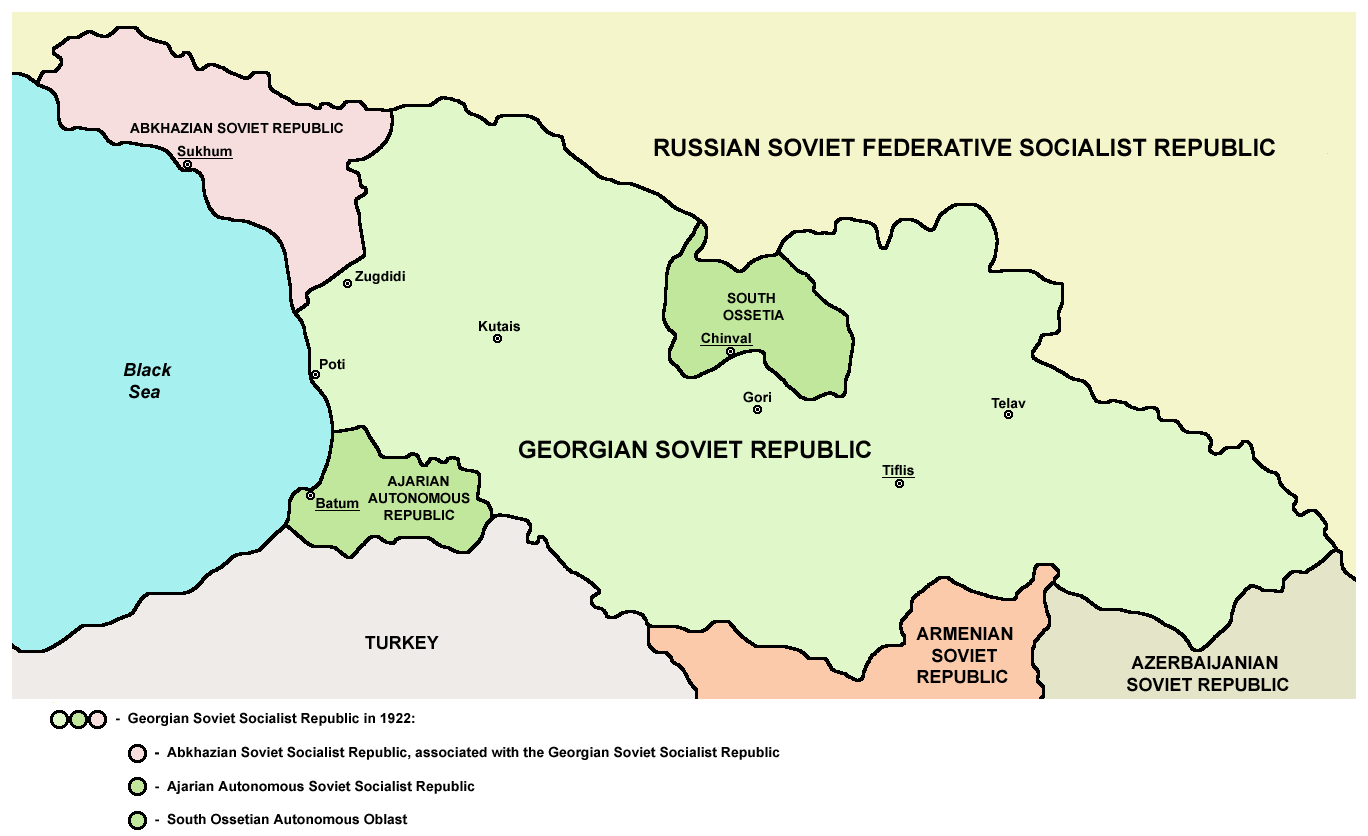
La RSS Georgiana come appariva nel 1922. La RSS d'Abcasia è evidenziata in rosa.

Il Revkom abcaso, in una posizione di potere, era riluttante a programmare un congresso per determinare il futuro status dell'Abcasia, perché avrebbe comportato la rinuncia al controllo sulla regione. Il Kavbiuro costrinse il Revkom ad agire e nell'ottobre 1921 iniziarono i negoziati per un trattato tra Abcasia e la Georgia. Da ciò risultà un trattato che fu firmato il 16 dicembre 1921, e composto da due articoli:
(Trattato di Unione tra RSS di Georgia e RSS d'Abcasia)
Il trattato unì i due stati, lasciando l'Abcasia come una "repubblica del trattato" nominalmente subordinata alla Georgia. Lo status speciale dell'Abcasia all'interno della Georgia fu rafforzato nella costituzione georgiana del 1922, che menzionava il "trattato di unione speciale" tra le due entità. La costituzione abcasa del 1925 rilevava che era unita alla Georgia "sulla base di un trattato speciale". Il 13 dicembre 1922, mentre era unita alla Georgia, l'Abcasia aderì alla Repubblica Socialista Federativa Sovietica Transcaucasica (RSFST), insieme ad Armenia e Azerbaigian. Questa nuova federazione venne creata apparentemente per scopi economici, ma fu più probabilmente realizzata per consolidare il controllo sovietico sulla regione, che era stata conflittuale. L'Abcasia era per lo più trattata come una regione autonoma della Georgia, sebbene, a differenza di altri stati autonomi dell'Unione Sovietica, avesse i suoi simboli nazionali - una bandiera e uno stemma - e unità dell'esercito nazionale, un diritto concesso solo alle repubbliche complete. Lo stemma era inizialmente descritto nella costituzione del 1925 come "composto da una falce e martello d'oro sullo sfondo del paesaggio abcaso con iscrizione in lingua abcasa 'RSS d'Abcasia'". Esso fu leggermente modificato nel 1926, quando il motto repubblicano (e a livello sovietico) "Proletari di tutti i paesi, unitevi!" fu scritto in abcaso, georgiano e russo (in precedenza era stato scritto solo in abcaso). Ebbe anche una propria costituzione, creata il 1º aprile 1925, un altro diritto concesso solo alle repubbliche a pieno titolo.
L'unione con la Georgia non fu popolare tra la popolazione o la leadership abcasa. Fu accolta scarsamente anche in Georgia, dove fu considerata uno stratagemma dai bolscevichi per deviare l'ostilità georgiana dalle autorità di Mosca verso l'Abcasia, poiché i georgiani erano uno dei gruppi più ostili nei confronti dei bolscevichi. Essendo l'unica "repubblica del trattato" nell'URSS, lo status esatto della RSS d'Abcasia concerneva le autorità sovietiche e georgiane, le quali non volevano che altre regioni chiedessero uno status simile. Per risolvere questo problema fu deciso di declassare l'Abcasia e il 19 febbraio 1931 fu riformata come Repubblica Socialista Sovietica Autonoma d'Abcasia, sottomessa alla RSS Georgiana pur rimanendo membro della RSFST. La mossa fu accolta con proteste pubbliche, le prime su larga scala in Abcasia contro le autorità sovietiche.

## Politica

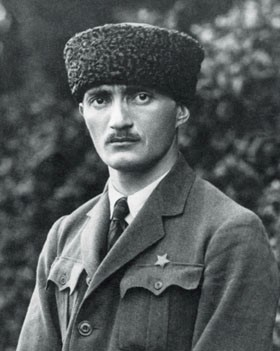
Nestor Lakoba, che servì come leader de facto dell'Abcasia dal 1921 fino alla sua morte nel 1936. Fu determinante nella creazione della RSS d'Abcasia.

Inizialmente, il Revkom abcaso, guidato dal suo presidente Efrem Eshba, controllava l'Abcasia fino all'istituzione di un organismo più permanente. Il 17 febbraio 1922 fu istituito il Consiglio dei Commissari del popolo e Nestor Lakoba ne fu eletto presidente, divenendo capo del governo della repubblica; questa era una formalità per Lakoba, che deteneva di fatto il controllo dell'Abcasia da quando i bolscevichi avevano preso il controllo nel 1921. Insieme a Eshba, era stato uno dei principali bolscevichi all'indomani della rivoluzione russa. Lakoba ed Eshba guidarono due tentativi falliti di impadronirsi dell'Abcasia rispettivamente nel febbraio e nell'aprile 1918. Dopo il fallimento dell'ultimo tentativo, entrambi fuggirono e tornarono solo nel marzo 1921, dopo che il controllo bolscevico era stato consolidato. Eshba fu presto trasferito ad altre posizioni, lasciando Lakoba da solo come capo dell'Abcasia.
Lakoba controllò con successo l'Abcasia come un feudo personale, che veniva scherzosamente chiamata "Lakobistan", e il suo status di leader supremo della repubblica non fu mai messo in dubbio o contestato. Resistette a molte delle politiche repressive che venivano attuate altrove nell'Unione Sovietica, inclusa la collettivizzazione. Lakoba sostenne anche finanziariamente la nobiltà abcasa, grazie alla sua stretta relazione personale con il leader sovietico Iosif Stalin.

## Economia

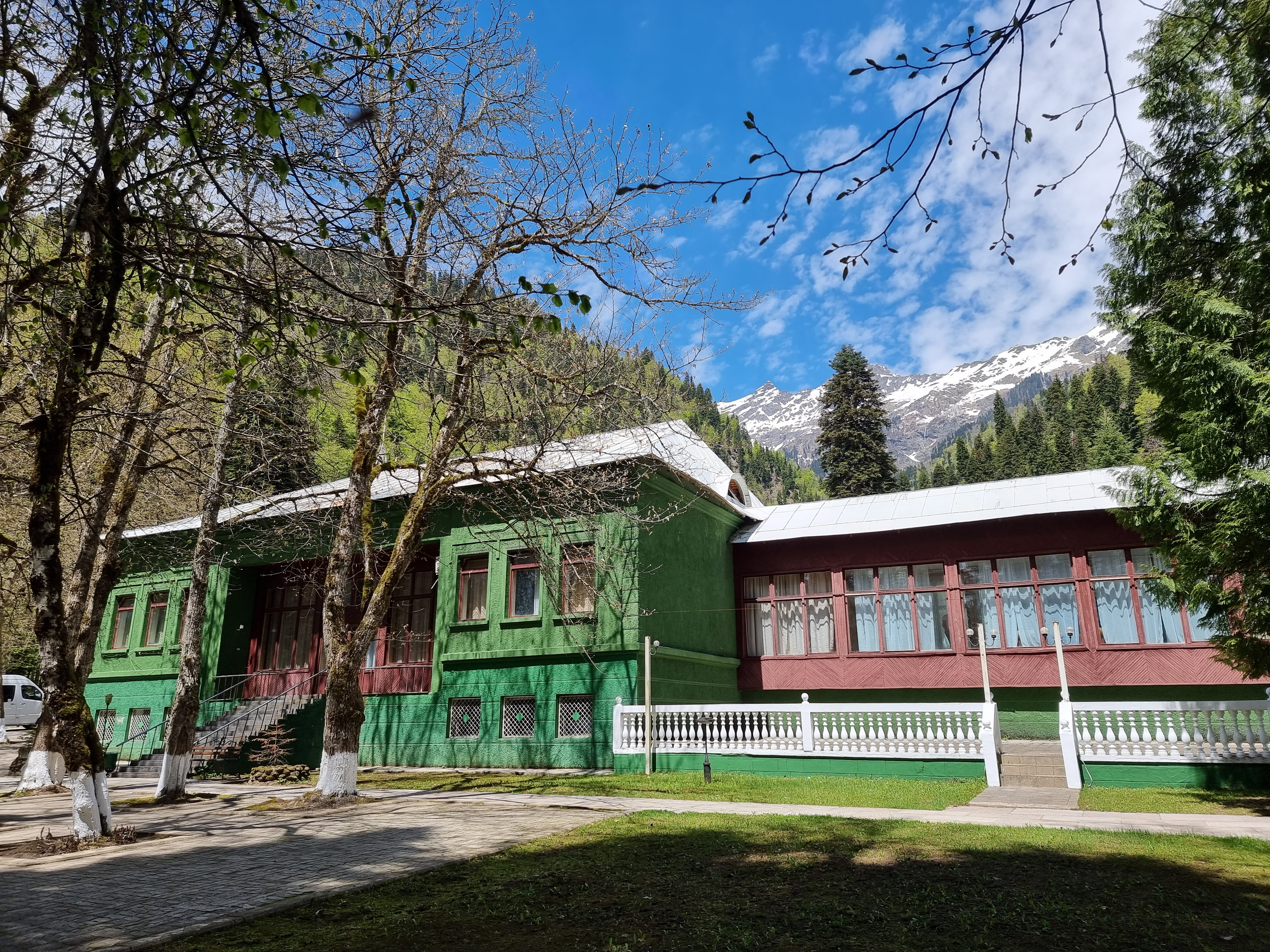
Dacia di Iosif Stalin sul Lago Ritsa, una delle dacie di Stalin in Abcasia

L'Abcasia durante l'era sovietica fu un importante produttore di tabacco. Negli anni '30 era responsabile fino al 52% delle esportazioni di tabacco dell'Unione Sovietica. Altri prodotti agricoli, tra cui tè, vino e agrumi, in particolare mandarini, erano prodotti in grandi quantità, rendendo l'Abcasia una delle regioni più benestanti dell'intera Unione Sovietica e considerevolmente più ricca della Georgia. L'esportazione di queste risorse trasformarono la regione in "un'isola di prosperità in un Caucaso devastato dalla guerra". Diverse fabbriche furono costruite anche nella regione come parte dello sviluppo generale dell'Unione Sovietica, anche se ebbero un impatto minore sulla forza economica complessiva dell'Abcasia.
L'Abcasia era anche apprezzata come una delle principali mete di vacanza sia per l'élite sovietica che per la popolazione in generale. Stalin la visitò ogni anno per tutti gli anni '20 e veniva raggiunto dai suoi soci del Cremlino, che utilizzavano questo tempo per guadagnarsi la sua fiducia. Come ospite, Lakoba si avvicinò sempre più a Stalin e divenne un suo confidente, fatto che gli permise di mantenere la sua posizione dominante sull'Abcasia. Ciò fu reso più evidente quando Lakoba si rifiutò di attuare la collettivizzazione, sostenendo che non c'erano kulaki (ricchi contadini) nello stato. Tale politica fu difesa da Stalin, il quale affermò che la politica contro i kulaki non "teneva conto delle peculiarità specifiche della struttura sociale abcasa e commetteva l'errore di trasferire meccanicamente i modelli russi di ingegneria sociale sul suolo abcaso". La collettivizzazione fu effettuata per la prima volta dopo il declassamento dell'Abcasia come RSSA nel 1931 e in seguito pienamente attuata nel 1936 dopo la morte di Lakoba.
Per tutta l'esistenza della RSS, il rublo sovietico fu la sua valuta ufficiale.

## Demografia
AbcasiGeorgianiArmeniGreci d...RussiAltriAbcasiGeorgianiArmeniGreci del CaucasoRussiAltri
La RSS d'Abcasia era una regione etnicamente eterogenera, i cui dati demografici cambiarono considerevolmente nei decenni successivi alla sua annessione alla Russia. Fino a 100.000 abcasi erano stati deportati alla fine del XIX secolo, principalmente nell'Impero ottomano. Quando si formò la RSS d'Abcasia, l'etnia abcasa comprendeva meno del 30% della popolazione. La politica della korenizacija (indigenizzazione) attuata in quest'epoca, che doveva promuovere i gruppi minoritari all'interno dell'URSS, vide l'aumento del numero di abcasi: tra il 1922 e il 1926, l'etnia abcasa crebbe di circa l'8%, mentre il numero di georgiani etnici scese del 6%. Pertanto, secondo il censimento sovietico del 1926, l'unico censimento condotto durante l'esistenza della RSS, gli abcasi etnici raggiunsero il numero 55.918 corrispondente a circa il 28% della popolazione totale (che ammontava a 201.016), mentre il numero di georgiani era di circa 67.494 (36%). Altri importanti gruppi etnici rilevati nel censimento del 1926 erano gli armeni (25.677, o 13%), i greci (14.045, o 7%) e i russi (12.553, o 6%).
L'alfabeto utilizzato per la lingua abcasa fu modificata durante l'era della RSS. Sotto la korenizacija gli abcasi non erano considerati uno dei popoli "avanzati" dell'URSS, e videro quindi una maggiore attenzione alla loro lingua nazionale e allo sviluppo culturale. Come parte di queste politiche, l'abcaso, insieme a molte altre lingue regionali nell'URSS, fu latinizzato nel 1928, allontanandolo dalla scrittura originale basata sul cirillico. L'accento fu posto sullo sviluppo della cultura abcasa, che fu fortemente promossa e finanziata. Per favorire ciò, nel 1922 fu creata una Società Scientifica Abcasa, mentre nel 1925 fu fondata un'Accademia di Lingua e Letteratura Abcasa.
In merito al riconoscimento dei molteplici gruppi etnici all'interno dell'Abcasia, l'articolo 8 della costituzione abcasa del 1925 richiedeva tre lingue ufficiali: l'abcaso, il georgiano e il russo, mentre un emendamento successivo affermò che a tutte le nazionalità che popolavano la RSS d'Abcasia veniva "garantito il diritto al libero sviluppo e l'uso della lingua madre sia negli enti nazionali-culturali che negli enti statali in generale". La maggior parte della popolazione non capiva l'abcaso, e il russo pertanto era la lingua dominante del governo mentre le regioni locali utilizzavano la lingua più diffusa di un luogo.

## Eredità

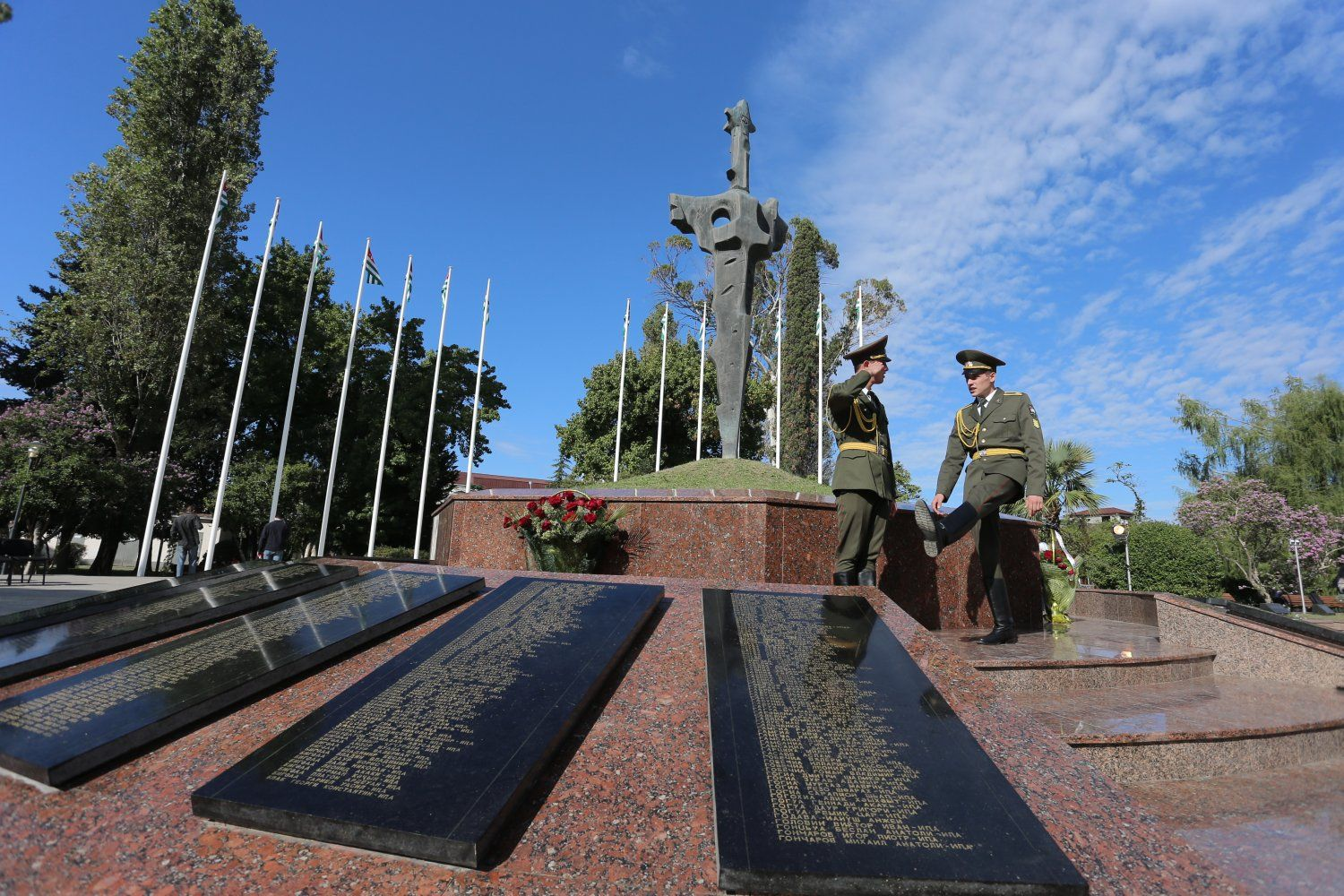
Parco della Gloria a Sukhumi, per commemorare i soldati abzhazi caduti nella guerra del 1992-1993

Lo status esatto dell'Abcasia come "repubblica del trattato" non è mai stato chiarito durante la sua esistenza e lo storico Arsène Saparov ha suggerito che anche i funzionari dell'epoca non sapessero cosa significava tale espressione. Lo status aveva un significato simbolico per il popolo abcaso, che non dimenticò mai di avere, almeno in teoria, uno stato indipendente. Con l'avvento della glasnost e della perestrojka negli anni '80, iniziarono le richieste per l'Abcasia di ripristinare il suo status. Un'assemblea a Lykhny nel 1989 chiese alle autorità sovietiche di fare dell'Abcasia una repubblica sindacale a pieno titolo, rivendicando la RSS d'Abcasia come precedente per questa mossa. Quando l'Abcasia dichiarò l'indipendenza nel 1990, chiese il ripristino della costituzione del 1925, che prevedeva l'unione di Abcasia e Georgia, consentendo la possibilità di una futura unione tra i due stati. Il ripristino della costituzione del 1925 fu un argomento per la guerra del 1992-1993 e la conseguente disputa sullo status dell'Abcasia, la portò ad essere de facto indipendente dalla Georgia dal 1992.

### Esplicative
1. ↑  In abcaso: Социалисттә Советтә Республика Аҧсны, ССР Аҧсны; Sociālicṭṭw Soveṭṭw Resṗubliḳā Āpsnə
in georgiano: საბჭოთა სოციალისტური რესპუბლიკა აფხაზეთი, სსრ აფხაზეთი; Sabch'ota Sotsialist'uri Resp'ublika Apkhazeti
in russo: Социалистическая Советская Республика Абхазия, ССР Абхазия; Sotsialisticheskaya Sovetskaya Respublika Abkhaziya
2. ↑  L'Abcasia è oggetto di una disputa territoriale tra la Repubblica d'Abcasia e la Georgia. La Repubblica d'Abcasia ha dichiarato unilateralmente l'indipendenza il 23 luglio 1992, ma la Georgia continua a rivendicarla come parte del proprio territorio sovrano.
3. ↑  La versione in lingua georgiana dell'Abcasia è usata nelle traduzioni in lingua inglese della Costituzione del 1921.

### Bibliografiche
1. ↑  Lakoba, 1998a, pp. 89-101.
2. ↑  kartuli sabch'ota entsiklopedia, 1985, p. 504.
3. ↑  Lakoba, 1998a, p. 84.
4. ↑  Müller. 1998, pp. 220-225.
5. ↑  Blauvelt, 2007, p. 206.
6. ↑  Saparov, 2015, p. 43.
7. ↑  Blauvelt, 2012b, p. 81.
8. ↑  Lakoba, 1990, p. 63.
9. ↑  Papuashvili, 2012, p. 48.
10. ↑  Welt, 2012, pp. 214-215.
11. 1 2  Blauvelt, 2014, p. 26.
12. ↑  Suny, 1994, p. 207.
13. ↑  Saparov, 2015, p. 48.
14. ↑  Hewitt, 2013, p. 39.Hewitt.
15. ↑  Saparov, 2015, p. 49.
16. 1 2  Saparov, 2015, p. 50.
17. 1 2  Saparov, 2015, p. 51.
18. ↑  Saparov, 2015, p. 52.
19. ↑  Saparov, 2015, p. 55.
20. ↑  Saparov, 2015, pp. 55, 57.
21. ↑  Hewitt, 1993, p. 271.
22. ↑  Saparov, 2015, pp. 50-56.
23. 1 2  Saparov, 2015, p. 56.
24. ↑  Hewitt, 2013, p. 40.
25. ↑  Smith, 2013, p. 344.
26. ↑  Saparov, 2015, p. 60.
27. ↑  Blauvelt, 2007, p. 212.
28. ↑  Lakoba, 1995, p. 99.
29. ↑  Bgazhba, 1965, p. 39.
30. ↑  Blauvelt, 2007, p. 207.
31. ↑  Blauvelt, 2014, pp. 24-25.
32. ↑  Lakoba, 2004, pp. 100-101.
33. ↑  Lakoba, 1998b, p. 71.
34. ↑  Suny, 1994, p. 268.
35. ↑  Zürcher, 2007, pp. 120-121.
36. ↑  Rayfield, 2004, p. 95.
37. 1 2  Anchabadze & Argun 2012, p. 90.
38. ↑  Blauvelt, 2007, p. 202.
39. ↑  Scott, 2016, p. 96.
40. ↑  Marshall, 2010, p. 239.
41. ↑  Rayfield, 2004, p. 30.
42. 1 2  Derluguian, 1998, p. 266.
43. ↑  Blauvelt, 2007, p. 211.
44. ↑  Hewitt, 2013, p. 25.
45. ↑  Müller, 1998, p. 231,.
46. ↑  Jones, 1988, pp. 617-618.
47. ↑  Martin, 2001, pp. 23-24.
48. ↑  Jones, 1988, p. 617.
49. ↑  Blauvelt, 2012a, p. 252.
50. ↑  Blauvelt, 2012a, pp. 241-242.
51. ↑  Saparov, 2015, pp. 58-59.
52. ↑  Blauvelt, 2012a, pp. 240-246.
53. ↑  Saparov, 2015, pp. 61-62.
54. ↑  Saparov, 2015, p. 62.
55. ↑  Anchabadze, 1998, p. 132.
56. ↑  Cornell, 1998, p. 52.